# Daniil Borissowitsch Schischkarjow

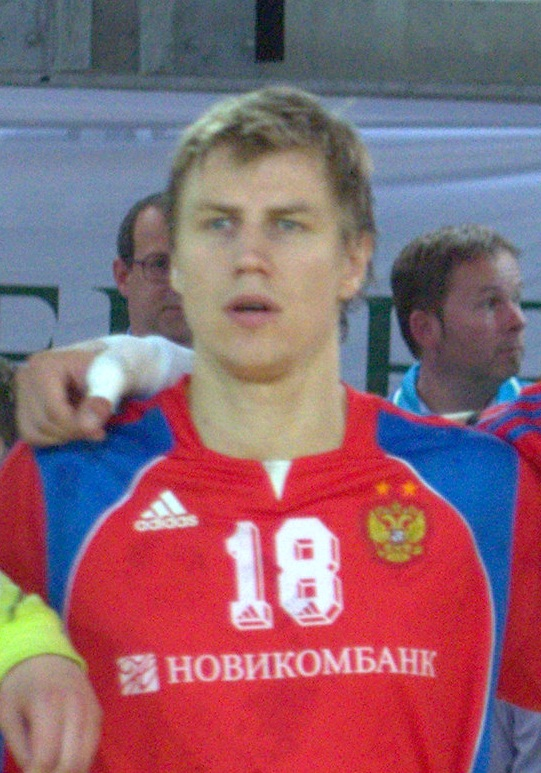
Daniil Schischkarjow 2013

Daniil Borissowitsch Schischkarjow (russisch Даниил Борисович Шишкарёв; englisch Daniil Shishkaryov; * 6. Juli 1988 in Kustanai, Kasachische SSR, Sowjetunion) ist ein russischer Handballspieler.

## Leben
Der 1,89 Meter große und 85 Kilogramm schwere rechte Außenspieler spielte anfangs bei Sarja Kaspija Astrachan. Mit diesen Vereinen spielte er in der EHF Champions League (2007/08, 2009/10), im EHF-Pokal (2008/09) und im Europapokal der Pokalsieger (2007/08). Anschließend stand er bei Medwedi Tschechow unter Vertrag. Im Sommer 2013 wechselte er zum mazedonischen Erstligisten RK Vardar Skopje. Mit Vardar gewann er 2015, 2016, 2017, 2018 und 2019 die nordmazedonische Meisterschaft, 2014, 2015, 2016, 2017 und 2018 den nordmazedonischen Pokal, 2014, 2017, 2018 und 2019 die SEHA-Liga sowie 2017 und 2019 die EHF Champions League. Im Sommer 2020 wechselte Schischkarjow zum ungarischen Erstligisten KC Veszprém. Mit Veszprém gewann er 2021 den ungarischen Pokal. Anschließend verließ er den Verein und kehrte im September 2021 zu Medwedi Tschechow zurück. Ein Jahr später schloss er sich dem Ligakonkurrenten GK ZSKA Moskau an. Mit ZSKA Moskau gewann er 2023 und 2024 die russische Meisterschaft sowie 2024 und 2025 den russischen Pokal.
Daniil Schischkarjow stand im Aufgebot der russischen Nationalmannschaft für die Europameisterschaft 2010. Schischkarjow bestritt bislang 133 Länderspiele, in denen er 333 Treffer erzielte.